# Triple unión de Karliova

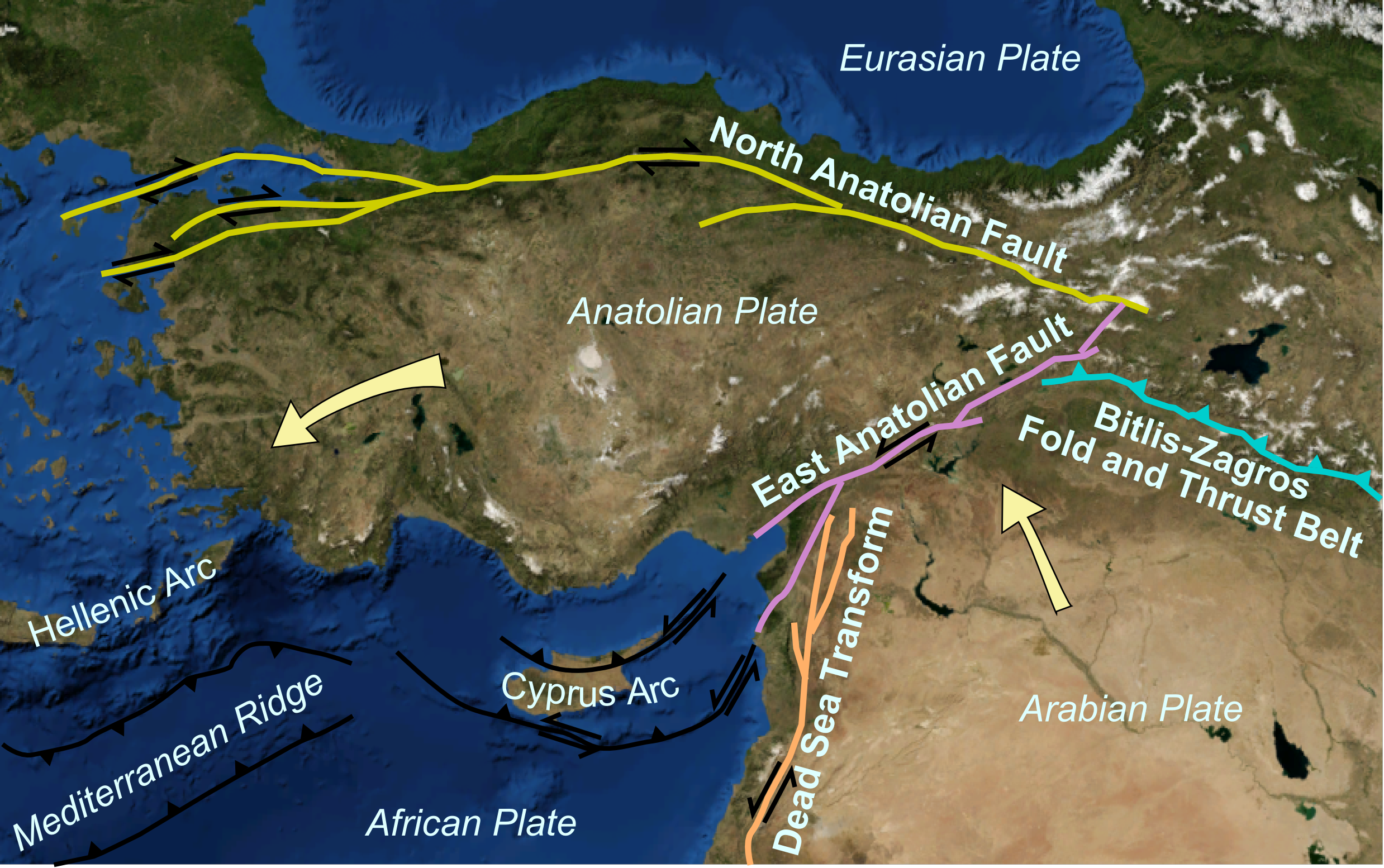
La triple unión de Karliova en el cruce de las fallas del este y norte de Anatolia

La triple unión de Karlıova (Karlıova) es una triple unión tectónica de tres placas tectónicas: la placa anatolia, la placa euroasiática y la placa árabe.
La triple unión de Karliova se localiza donde la falla de Anatolia del Norte, orientada en la dirección este-oeste, y la falla de Anatolia Oriental, que viene del suroeste, se cruzan. Dado que cada brazo de la unión es una falla transformante (F), la unión triple de Karliova es un punto de unión triple de tipo FFF. 